# Solfuro di fosforo
I solfuri di fosforo sono una numerosa famiglia di composti molecolari formati solo da fosforo e zolfo. Questi composti hanno formula generale P4Sx, dove x può assumere tutti i valori da 2 a 10. Due sono di importanza commerciale. Uno è il cosiddetto pentasolfuro di fosforo (in realtà ha formula P4S10), prodotto industrialmente come precursore di altri composti solforati organici; nel 1997 ne sono state prodotte più di 250000 tonnellate. Il secondo è il sesquisolfuro di fosforo P4S3, usato per la produzione dei fiammiferi accendibili ovunque.
Sei di questi solfuri di fosforo esistono come diversi isomeri: P4S4, P4S5, P4S6, P4S7, P4S8, e P4S9. Gli isomeri vengono distinti usando lettere greche come prefissi, che sono stati attribuiti sequenzialmente in base alla data di scoperta. In tutti i solfuri di fosforo noti i quattro atomi di fosforo sono disposti con un arrangiamento tetraedrico. Il più stabile di questi composti è P4S3, mentre P4S2 è instabile al di sopra dei −30 °C.

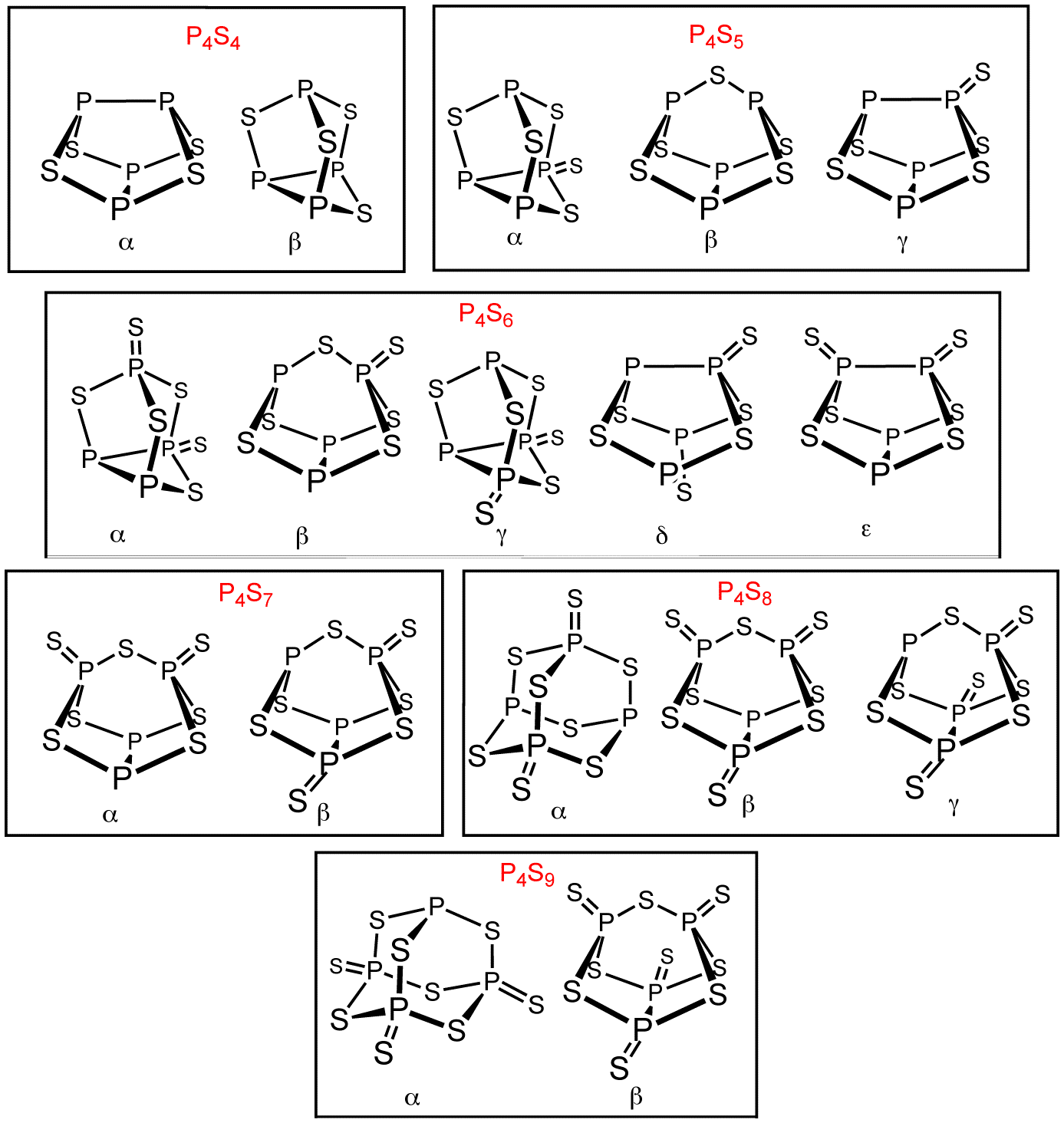
Struttura dei solfuri di fosforo che esistono in diverse forme isomere

## Sintesi
Il metodo principale per la sintesi di questi composti è la termolisi di opportune miscele di zolfo e fosforo rosso. Si forma una miscela di prodotti, la cui distribuzione può essere analizzata tramite spettroscopia RMN del 31P. Altri metodi più selettivi sono (1) la desolforazione, usando ad esempio trifenilfosfina, e per converso (2) la solforazione con solfuro di trifenilarsina:
(1)       P4S7 + Ph3P  → P4S6 + Ph3P=S
(2)       P4S4 + Ph3As=S → P4S5 + Ph3As